# Hutsberg (Rhön)
Der Hutsberg ist ein 639 m ü. NHN hoher Berg im Landkreis Schmalkalden-Meiningen in Thüringen (Deutschland). Er befindet sich etwa sechs Kilometer südlich von Helmershausen in der Gemeinde Rhönblick. In Gipfellage befindet sich die mittelalterliche Burgruine Hutsburg.  Zusammen mit dem südlich gelegenen und gleich hohen Neuberg bildet der Hutsberg ein markantes Gipfelpaar.